# NGC 1366
NGC 1366 je galaksija u zviježđu Kemijska peć.

## Vanjske poveznice
- SEDS: NGC 1366